# Trivy
Trivy (treûvi en patois charolais) est une commune française située dans le département de Saône-et-Loire, en région Bourgogne-Franche-Comté.

## Climat
Pour des articles plus généraux, voir Climat de la Bourgogne-Franche-Comté et Climat de Saône-et-Loire.
En 2010, le climat de la commune est de type climat océanique dégradé des plaines du Centre et du Nord, selon une étude du Centre national de la recherche scientifique s'appuyant sur une série de données couvrant la période 1971-2000. En 2020, Météo-France publie une typologie des climats de la France métropolitaine dans laquelle la commune est exposée à un climat de montagne ou de marges de montagne et est dans la région climatique Centre et contreforts nord du Massif Central, caractérisée par un air sec en été et un bon ensoleillement.
Pour la période 1971-2000, la température annuelle moyenne est de 10,5 °C, avec une amplitude thermique annuelle de 17,3 °C. Le cumul annuel moyen de précipitations est de 941 mm, avec 12,1 jours de précipitations en janvier et 7,9 jours en juillet. Pour la période 1991-2020, la température moyenne annuelle observée sur la station météorologique de Météo-France la plus proche, « Beaubery », sur la commune de Beaubery à 7 km à vol d'oiseau, est de 10,9 °C et le cumul annuel moyen de précipitations est de 1 020,3 mm. 
La température maximale relevée sur cette station est de 39,4 °C, atteinte le 31 juillet 2020 ; la température minimale est de −18 °C, atteinte le 12 janvier 1987,,.
Les paramètres climatiques de la commune ont été estimés pour le milieu du siècle (2041-2070) selon différents scénarios d'émission de gaz à effet de serre à partir des nouvelles projections climatiques de référence DRIAS-2020. Ils sont consultables sur un site dédié publié par Météo-France en novembre 2022.

## Urbanisme

### Typologie
Au 1er janvier 2024, Trivy est catégorisée commune rurale à habitat très dispersé, selon la nouvelle grille communale de densité à sept niveaux définie par l'Insee en 2022.
Elle est située hors unité urbaine. Par ailleurs la commune fait partie de l'aire d'attraction de Mâcon, dont elle est une commune de la couronne,. Cette aire, qui regroupe 105 communes, est catégorisée dans les aires de 50 000 à moins de 200 000 habitants,.

### Occupation des sols
L'occupation des sols de la commune, telle qu'elle ressort de la base de données européenne d’occupation biophysique des sols Corine Land Cover (CLC), est marquée par l'importance des territoires agricoles (87,2 % en 2018), une proportion identique à celle de 1990 (87,2 %). La répartition détaillée en 2018 est la suivante : 
prairies (65,8 %), zones agricoles hétérogènes (21,4 %), forêts (12,8 %). L'évolution de l’occupation des sols de la commune et de ses infrastructures peut être observée sur les différentes représentations cartographiques du territoire : la carte de Cassini (XVIIIe siècle), la carte d'état-major (1820-1866) et les cartes ou photos aériennes de l'IGN pour la période actuelle (1950 à aujourd'hui).

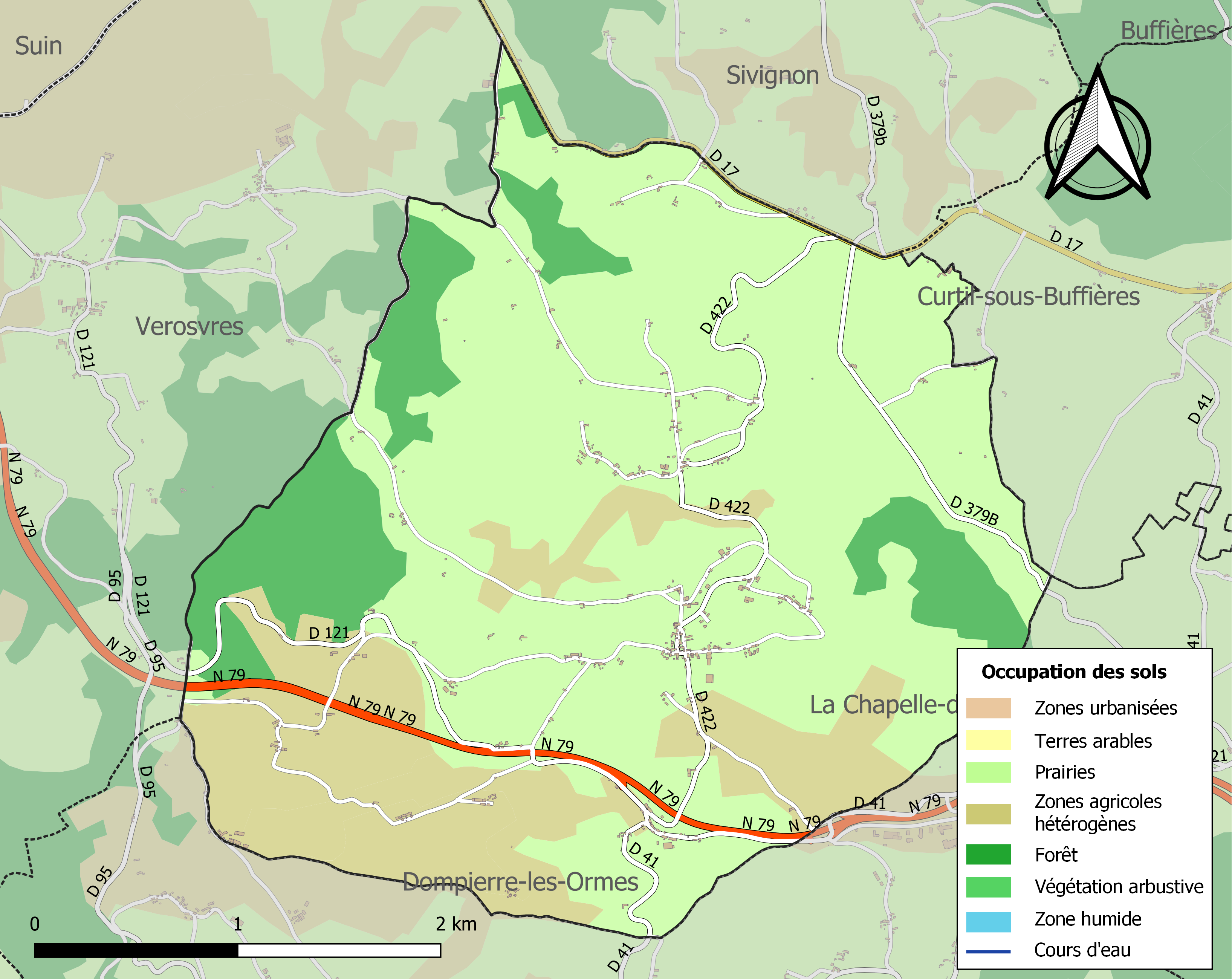
Carte des infrastructures et de l'occupation des sols de la commune en 2018 (CLC).

## Histoire
En 1628, les sires de La Guiche de Sivignon sont seigneurs haut-justiciers de Trivy.

### L'église
L'église Saint-Germain de Trivy comporte deux parties bien distinctes : un ancien bâtiment construit dans la première moitié du XIIIe siècle sous l'impulsion des moines de Cluny, orienté est-ouest ; et une construction datant de 1866 traversant perpendiculairement l'édifice roman qu’elle utilise comme une sorte de transept. De nombreuses sculptures de modillons attestent de l'ancienneté des bâtiments. À l'intérieur il reste des traces d'anciennes peintures.

### Cloche
Deux cloches se partagent le beffroi. La première date de 1899 et pèse 600 kg. Elle sonne en Fa# de la 3e octave. Elle a été coulée par Ferdinand Farnier à Robécourt.
Outre ses décors, voici son texte sur cinq lignes :
Ligne 1 : + J'ai été fondue en l'année 1899 pour la Paroisse de Trivy Ligne 2 : Je M'appelle Jeanne Marie Thérèse .Ligne 3 : Mon Parrain a été Mr Jean Thevenet Ducroux. Ligne 4 : Ma Marraine a été Mme Marie Bougeon femme Clément. Ligne 5 : Mr Labbe Marraud curé de la Paroisse ma bénite.
La seconde cloche quant à elle n'est électrifiée qu'en tintement. Elle date de 1817 et pèse 230 kg. Sa note est le Si 3. Elle est l'œuvre du fondeur Gouyot. Elle est fêlée.

## Culture
Depuis 1997, l'association Les Nuits musicales de Trivy organise 4 ou 5 fois par an des concerts dans l'abside de la petite église romane du village : musique sacrée, classique, chorale, jazz ou encore gospel. Ainsi, l'événement « Jazz in Trivy » propose tous les ans des concerts de jazz où sont invités à se produire nombre de musiciens de renommée internationale.

## Politique et administration

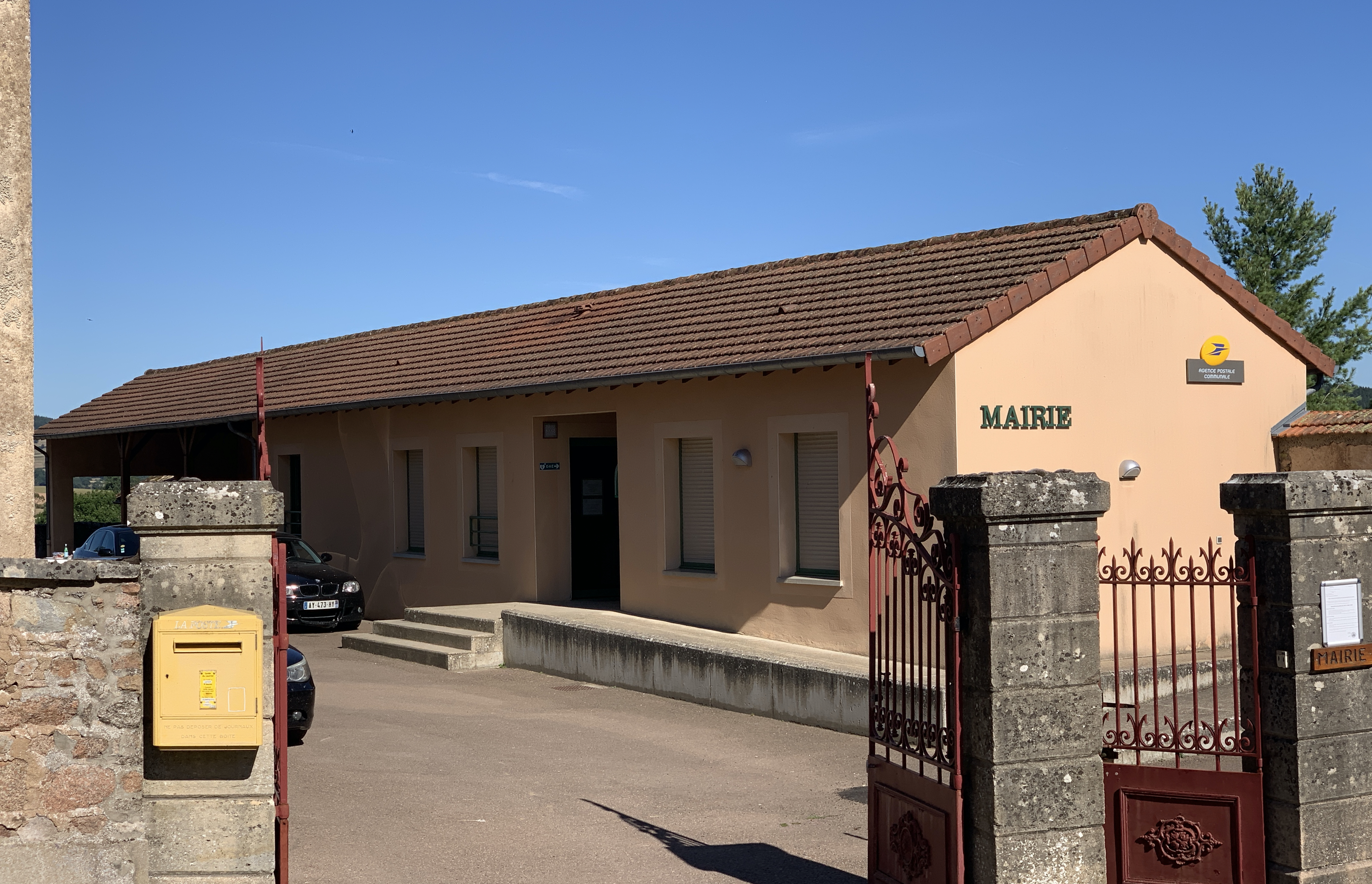
Mairie.

| De         | À         | Identité             |  | Étiquette | Qualité |
| ---------- | --------- | -------------------- |  | --------- | ------- |
| avant 1995 | mars 2001 | Joannès Rozier       |  |           |         |
| mars 2001  | mars 2014 | Gérard Renier        |  |           |         |
| mars 2014  | mars 2020 | Bernard Seigle-Vatte |  | UDI       |         |
| mars 2020  | en cours  | Chantal Wallut       |  |           |         |

## Démographie
L'évolution du nombre d'habitants est connue à travers les recensements de la population effectués dans la commune depuis 1793. Pour les communes de moins de 10 000 habitants, une enquête de recensement portant sur toute la population est réalisée tous les cinq ans, les populations de référence des années intermédiaires étant quant à elles estimées par interpolation ou extrapolation. Pour la commune, le premier recensement exhaustif entrant dans le cadre du nouveau dispositif a été réalisé en 2005.

En 2022, la commune comptait 259 habitants, en évolution de −5,47 % par rapport à 2016 (Saône-et-Loire : −1,06 %, France hors Mayotte : +2,11 %).
| 1793 | 1800 | 1806 | 1821 | 1831 | 1836 | 1841 | 1846 | 1851 |
| ---- | ---- | ---- | ---- | ---- | ---- | ---- | ---- | ---- |
| 561  | 518  | 510  | 613  | 638  | 681  | 698  | 734  | 757  |

| 1856 | 1861 | 1866 | 1872 | 1876 | 1881 | 1886 | 1891 | 1896 |
| ---- | ---- | ---- | ---- | ---- | ---- | ---- | ---- | ---- |
| 755  | 770  | 795  | 820  | 846  | 849  | 886  | 908  | 858  |

| 1901 | 1906 | 1911 | 1921 | 1926 | 1931 | 1936 | 1946 | 1954 |
| ---- | ---- | ---- | ---- | ---- | ---- | ---- | ---- | ---- |
| 817  | 814  | 772  | 726  | 677  | 636  | 640  | 598  | 438  |

| 1962 | 1968 | 1975 | 1982 | 1990 | 1999 | 2005 | 2006 | 2010 |
| ---- | ---- | ---- | ---- | ---- | ---- | ---- | ---- | ---- |
| 397  | 407  | 353  | 288  | 257  | 241  | 283  | 289  | 272  |

| 2015 | 2020 | 2022 | - | - | - | - | - | - |
| ---- | ---- | ---- | - | - | - | - | - | - |
| 274  | 252  | 259  | - | - | - | - | - | - |

## Tourisme
Trivy, située au bord de la RCEA dispose d'une place de choix et d'une excellente accessibilité à 20 minutes de Mâcon. Outre les gîtes ruraux et chambres d'hôtes autour de la commune, on trouve deux complexes touristiques sur la commune voisine, à Dompierre-les-Ormes : le Village des Meuniers, camping quatre étoiles avec piscines, et le Domaine des Monts des Mâconnais, village de chalets avec piscine.

## Lieux et monuments
À Trivy
- L'église Saint-Germain, édifice partiellement roman dont les éléments les plus anciens remontent à la première moitié du XIIe siècle[18].

Aux alentours
- Le Lab 71 à Dompierre-les-Ormes ;
- L'Arboretum de Pézanin à Dompierre-les-Ormes.

## Personnalités liées à la commune
- Jérôme Laronze : agriculteur bio, qui possédait la ferme des Senauds. Il s'est fait connaître en militant à la Confédération Paysanne, syndicat agricole étiqueté écologiste. Il a été, de février 2016 à sa mort en mai 2017, co-porte-parole départemental du syndicat. Depuis 2014, il militait contre la surcharge administrative des éleveurs avec l'obligation de traçabilité généralisée. Le 20 mai 2017, il est tué à Sailly (Saône-et-Loire) de trois balles de revolver tirées par un gendarme. L'instruction est toujours en cours[19].

## Pour approfondir